# Foveosculum salebrosum
Foveosculum salebrosum là một loài tò vò trong họ Ichneumonidae.